# Holtby
Holtby is een civil parish in het bestuurlijke gebied City of York, in het Engelse graafschap North Yorkshire, met 166 inwoners.